# Episodi di Alla conquista del West (seconda stagione)
La seconda stagione della serie televisiva Alla conquista del West è stata trasmessa negli Stati Uniti dalla ABC dal 12 marzo al 21 maggio 1978, in Italia da Rai 2 dal 4 novembre 1979 al ...
Nell'edizione italiana gli episodi non hanno un titolo proprio e sono numerati in maniera continuativa al film pilota e alla prima stagione.
| nº | Titolo originale | Titolo italiano   | Prima TV USA   | Prima TV Italia  |
| -- | ---------------- | ----------------- | -------------- | ---------------- |
| 1  | Buffalo Story    | [Quinta puntata]  | 12 marzo 1978  | 4 novembre 1979  |
| 2  | Mormon Story     | [Sesta puntata]   | 19 marzo 1978  | 11 novembre 1979 |
| 3  | Interlude        | [Settima puntata] | 26 marzo 1978  | 18 novembre 1979 |
| 4  | Orville Gant     |                   | 9 aprile 1978  |                  |
| 5  | Amnesty          |                   | 16 aprile 1978 |                  |
| 6  | Robber's Roost   |                   | 23 aprile 1978 |                  |
| 7  | Gold             |                   | 30 aprile 1978 |                  |
| 8  | Brothers         |                   | 7 maggio 1978  |                  |
| 9  | Cattle Drive     |                   | 14 maggio 1978 |                  |
| 10 | Deek             |                   | 21 maggio 1978 |                  |

## Buffalo Story
- Titolo originale: Buffalo Story
- Diretto da: Bernard McEveety, Vincent McEveety
- Scritto da: Colley Cibber, Calvin Clements, William Kelley, John Mantley, Katharyn M. Powers, Earl W. Wallace

### Trama
Nel 1868 una rappresentativa dei reali di Russia è in visita e vorrebbe partecipare alla caccia dei bisonti. Zeb rifiuta di fare da guida ammonendoli che sono in via di estinzione e perciò altrettanto preziosi per i Sioux, capeggiati dal suo amico fraterno Satangai. Viene così scelta un'altra guida senza scrupoli, Bringeroff, che porta a cacciare i bisonti in territorio Sioux, provocandone la ovvia reazione. I Sioux quindi rapiscono due rappresentanti reali Russi. Zeb cerca di mediare per risolvere il problema. Intanto, a seguito della morte di Kate in un incendio, arriva alla fattoria sua sorella Molly che, dopo un periodo di ambientamento, viene accettata dai nipoti.

## Mormon Story
- Titolo originale: Mormon Story
- Diretto da: Bernard McEveety, Vincent McEveety
- Scritto da: Colley Cibber, Calvin Clements, William Kelley, John Mantley, Katharyn M. Powers, John Stephens, Earl W. Wallace

### Trama
Zeb organizza uno scambio per risolvere la faccenda tra i Russi e i Sioux, ma durante lo scambio Sergeij viene ucciso per aver ferito al volto Satangai, peggiorando così la situazione. Zeb si allea con gli indiani visto che l'esercito ha intenzione di sferrare un piano d'attacco sulla tribù dei Sioux. Intanto nella fattoria dei Macahan arrivano stremati due coniugi Mormoni, perseguitati per via della loro religione. Zia Molly li invita a sostare da loro per un breve periodo e Lara si invaghisce di Jeremiah. Nel frattempo Luke incontra lo sceriffo Orville Gant con cui stringe amicizia. Orville lo ospita a casa e qui Luke incontra Hillary, la figlia di Orville.

## Interlude
- Titolo originale: Interlude
- Diretto da: Bernard McEveety, Vincent McEveety
- Scritto da: Colley Cibber, Calvin Clements, William Kelley, John Mantley, Katharyn M. Powers, Earl W. Wallace

### Trama
Luke non racconta tutto del suo passato allo sceriffo Orville, che accortosi dell'amore che prova, ricambiato, per la figlia Hillary, lo esorta ad andarsene convincendolo che finché sarà un ricercato non potrà dare una vita serena alla giovane. Luke se ne va ma viene poco dopo catturato da una banda di ladri guidata da un ex colonnello dell'esercito. I predoni progettano di assaltare un carico della miniera d'oro e chiedono a Luke di unirsi a loro. Nel frattempo, Zeb riesce a convincere il capo indiano Satangai a consegnarsi all'esercito, ma questi preferisce sacrificarsi per il bene del suo popolo. Intanto, alla fattoria, Jeremiah chiede a Lara di sposarlo.

## Orville Gant
- Titolo originale: Orville Gant
- Diretto da: Bernard McEveety, Vincent McEveety
- Scritto da: Colley Cibber, Calvin Clements, William Kelley, John Mantley, Katharyn M. Powers, Earl W. Wallace

### Trama
Luke è finito nelle mani di un gruppo di banditi, in gran parte ex militari. Il giovane scopre ben presto il loro piano, quello di assaltare un carico d'oro nel paese dello sceriffo Orville, e fa di tutto per avvertirlo del pericolo. Intanto, Zeb salva una donna ostaggio di due criminali, scoprendo che non è altri che Beth, una sua vecchia fiamma che però nasconde un segreto. Lara conosce la seconda giovane moglie del mormone Jeremiah e l'incontro suscita in lei dei seri ripensamenti sullo sposare l'uomo. Infine, Jessie viene attaccata da uno sciame d'api e la ragazza rischia di morire.

## Amnesty
- Titolo originale: Amnesty
- Diretto da: Bernard McEveety, Vincent McEveety
- Scritto da: Calvin Clements, John Mantley, Jack Miller, Earl W. Wallace

### Trama
Zeb scopre che il marito di Beth è in realtà il capitano Robert Harrison, un eroe di guerra creduto morto. Intanto Jessie, attaccata dallo sciame d'api, finisce in coma e le sue condizioni diventano disperate. Tornato alla fattoria, Zeb propone di farla curare dagli indiani, incontrando però il netto rifiuto di Luke.

## Robber's Roost
- Titolo originale: Robber's Roost
- Diretto da: Bernard McEveety, Vincent McEveety
- Scritto da: Calvin Clements, Howard Fast, John Mantley, Earl W. Wallace

### Trama
Zeb viene a conoscenza che gli Arapaho, a cui il governo americano aveva promesso aiuti, stanno morendo di fame. Decide così di guidare una mandria di bestiame per sfamare il loro popolo, anche se l'impresa si prospetta difficile e pericolosa. Jessie, ristabilitasi dopo le cure degli indiani, va in gita verso San Francisco in compagnia della zia Molly. A bordo della diligenza fanno la conoscenza di un uomo affascinante quanto misterioso, Dick Peasley, il quale afferma di essere un vecchio amico di Zeb.

## Gold
- Titolo originale: Gold
- Diretto da: Bernard McEveety, Vincent McEveety
- Scritto da: Calvin Clements, Howard Fast, John Mantley, Earl W. Wallace

### Trama
Jessie viene finalmente ritrovata dopo l'incidente con la diligenza da zia Molly grazie all'aiuto del signor Peasley. Intanto, Luke incontra il giudice Rensen a cui racconta le proprie vicende giudiziarie. Rensen gli consiglia di recarsi nel Nuovo Messico e di costituirsi, promettendogli di fare il possibile per aiutarlo. Ma le cose non vanno come previsto, e Josh decide di lasciare la fattoria per correre in suo aiuto.

## Brothers
- Titolo originale: Brothers
- Diretto da: Bernard McEveety, Vincent McEveety
- Scritto da: Calvin Clements, Howard Fast, John Mantley, Earl W. Wallace

### Trama
Zeb guida la carovana che porta il bestiame necessario alla sopravvivenza della comunità indiana. Ma la carovana è minacciata da alcuni ladri di bestiame che lungo il percorso preparano una trappola. Uno degli uomini, che Zeb aveva reclutato come cuoco, confessa il suo tradimento. È lui che ha aiutato i malviventi, con i quali aveva un vecchio debito, indicando loro dove avrebbero potuto tenere l'imboscata. Durante lo scontro l'uomo che ha confessato sta per essere ucciso ma la sua confessione permette a Zeb di salvare la mandria e proseguire il viaggio. Intanto, Molly, Jessie e Lara, in attesa di Zeb e Luke, hanno trovato l'oro nel torrente della loro fattoria. Il signor Peasley, avendolo saputo, corrompe il funzionario della città per farsi assegnare la proprietà del corso d'acqua. Intanto Luke è ancora rinchiuso in prigione, in attesa del processo che dovrebbe scagionarlo. In città arriva anche l'ex sceriffo Stillman, principale accusatore di Luke. Stillman, temendo che Luke possa tornare in libertà, prende contatto con una banda di sicari ai quali dà l'incarico di uccidere il giovane Macahan.

## Cattle Drive
- Titolo originale: Cattle Drive
- Diretto da: Bernard McEveety, Vincent McEveety
- Scritto da: Calvin Clements, John Mantley, Earl W. Wallace

## Deek
- Titolo originale: Deek
- Diretto da: Bernard McEveety, Vincent McEveety
- Scritto da: Calvin Clements, John Mantley, Earl W. Wallace